# Sarah Klang
Sarah Klang (Göteborg, 26 agosto 1992) è una cantante svedese.

## Biografia
Spesso chiamata «la ragazza più triste della Svezia» per via della sua musica ispirata a drammatiche storie d'amore, Sarah Klang ha fatto il suo debutto nel 2016 con la pubblicazione del singolo Sleep, seguito poco dopo da Strangers. Nell'estate del 2017 ha ottenuto visibilità grazie alla sua partecipazione al Way Out Fest a Göteborg, al quale ha cantato anche nell'edizione successiva. È stata candidata ai premi Grammis come Miglior debutto dell'anno.
Il suo album di debutto Love in the Milky Way è stato pubblicato il 9 febbraio 2018 e ha debuttato direttamente al primo posto nella classifica settimanale degli album più venduti in Svezia. Nella prima metà del 2018 ha intrapreso il suo primo tour che tocca città in Svezia e Germania. Il secondo album della cantante, Creamy Blue, è uscito il 25 ottobre 2019 ed è entrato al 4º posto nella Sverigetopplistan. È stato seguito da Virgo, uscito il 7 maggio 2021 e riconosciuto con un Grammis, che ha invece conquistato la 3ª posizione nella classifica nazionale.

## Discografia

### Album in studio
- 2018 – Love in the Milky Way
- 2019 – Creamy Blue
- 2021 – Virgo
- 2023 – Mercedes
- 2025 – Beautiful Woman

### Singoli
- 2016 – Sleep
- 2017 – Strangers
- 2017 – Left Me on Fire
- 2017 – Lover
- 2018 – Mind
- 2019 – Call Me
- 2019 – Endless Sadness
- 2019 – New Day Coming
- 2019 – Creamy Blue
- 2019 – It's Been Heaven Knowing You
- 2020 – Canyon
- 2020 – Girls
- 2021 – Agony
- 2021 – Fever Dream
- 2021 – Anywhere
- 2021 – Love So Cruel
- 2022 – Lost You for a While (con i Deportees)
- 2023 – Worst Mom